# Mount Terror
Mount Terror är en vulkan i Antarktis. Den ligger i Östantarktis. Nya Zeeland gör anspråk på området. Toppen på Mount Terror är 3 262 meter över havet.
Vulkanen ligger på Rossön tillsammans med Mount Erebus och Mount Bird.